# Эмблема Эритреи
Эмблема Эритреи утверждена в день получения страной независимости 24 мая 1993 года. Верблюд был выбран в качестве государственного символа в знак того, что верблюды сыграли важную роль в транспортной системе во время войны за независимость. Верблюд окружён венком из оливковых ветвей, ниже представлена надпись государство Эритрея на трёх официальных языках страны — английском — State of Eritrea, арабском — دولة إرتريا،, и тигринья — ሃገረ ኤርትራ, читается Hagere Ertra.

## История
Первый вариант герба Эритреи был разработан в 1919 году, когда Эритрея была колонией Италии, и основывался на европейских геральдических традициях. Первый вариант герба представлял собой щит, разделённый пополам по горизонтали, в верхней части которого был изображён красный лев с белой звездой на груди, нижняя половина была разделена на шесть волнистых полос синего и белого цвета, а над щитом располагалось изображение короны. Красный лев символизировал итальянского короля и красный цвет использовался правившей в Италии Савойской династии, а звезда является исторически сложившимся аллегорическим символом Италии Italia Turrita, широко используемым в итальянской геральдике. Синие и белые волнистые полосы являются традиционным геральдическим символом воды, что отражает происхождение названия «Эритрея» от латинского Erythræa (в древности эта местность была названа за береговую линию вдоль Красного моря)..
После установления в Италии в 1922 году фашистского режима в 1926 году была произведена модификация первоначального варианта герба: был устранён символ монархии (корона) и герб был дополнен фашистской символикой — фасциями и лавровым венком. В 1941 году, когда Эритрея перешла под контроль британской администрации, британские колониальные власти провели свою модификацию герба, вернув его к версии времён королевской Италии. В этом виде герб использовался до 1952 года.
В период с 1952 по 1962 гг., когда Эритрея входила в состав Эфиопии, в качестве герба использовалось изображение вертикальной оливковой ветви в окружении оливковых венков. Эта эмблема используется до сих пор на флаге страны.
Современный вид эмблемы Эритреи был утверждён 24 мая 1993 года, в день принятия декларации независимости от Эфиопии. Эмблема представляет собой изображение золотого верблюда в пустыне в окружении оливкового венка. Этот вариант эмблемы отражает значимость для Эритреи верблюдов, которые использовались во время войны за независимость от Эфиопии для транспортировки материалов и товаров. В нижней части эмблемы находится название страны на трёх официальных языках Эритреи.
|                                                                         |                                                     |                                                                                 |                                                          |
| Проект герба Эритреи времён колониального господства Италии(1919—1926). | Модифицированный вариант герба Эритреи (1926—1941). | Вариант герба Эритреи времён британской колониальной администрации (1941—1952). | Вариант эмблемы Эритреи под властью Эфиопии (1952—1962). |